# 2703 Rodari
2703 Rodari è un asteroide della fascia principale. Scoperto nel 1979, presenta un'orbita caratterizzata da un semiasse maggiore pari a 2,1937423 UA e da un'eccentricità di 0,0565770, inclinata di 6,03490° rispetto all'eclittica.